# Hellespontus
Hellespontus  è una caratteristica di albedo della superficie di Marte.